# Pan Feihong
Pan Feihong (chinesisch 潘飞鸿; * 17. Juli 1989 in Rui’an) ist eine chinesische Leichtgewichts-Ruderin.
Pan Feihong debütierte 2010 im Ruder-Weltcup, sie trat im Leichtgewichts-Doppelzweier und im Doppelvierer ohne Gewichtsbeschränkung an. Bei den Weltmeisterschaften 2010 und 2011 belegte sie im Leichtgewichts-Doppelzweier zusammen mit Huang Wenyi jeweils den siebten Platz. 2012 ruderte Pan Feihong mit Liu Jing, bei den Olympischen Spielen 2012 traten aber Huang Wenyi und Xu Dongxiang an und gewannen die Silbermedaille. 2013 belegte Pan Feihong beim Weltcup in Eton zusammen mit Xu Diongxiang den dritten Platz im Doppelzweier ohne Gewichtsbeschränkung.
Nach einem Jahr Pause kehrte Pan Feihong 2015 in den Weltcup zurück und siegte im Leichtgewichts-Doppelzweier mit Chen Cuiming beim Weltcup in Bled. Mit einem siebten Platz bei den Weltmeisterschaften 2015 sicherten Pan Feihong und Chen Cuiming das Startrecht für die Olympischen Spiele 2016. In der Olympiasaison gewannen Pan Feihong und Huang Wenyi beim Weltcup in Varese. Im Finale der Olympischen Spiele 2016 in Rio de Janeiro erkämpften die beiden Chinesinnen die Bronzemedaille hinter den Booten aus den Niederlanden und aus Kanada. 